# 海外华人百科全书
《海外华人百科全书》是由新加坡华裔馆撰写编纂，在1998年底由香港三联书店出版的一本有关世界各地华裔情况的“百科全书”。全书共分五章，前四章介绍中国移民史，第五章则介绍不同地区的华人从叶落归根到落地生根，也就是从中国移民逐渐演变成为侨居国公民的情况。《海外华人百科全书》主编是华裔馆首任馆长潘翎。
潘翎1995年出任新加坡华裔馆馆长，任期三年，主编了“The encyclopedia of the Chinese overseas”，于1998年在新加坡出版。中文版“海外华人百科全书”由华裔馆研究员崔贵强编译，由香港三联书店于1998年出版。而法文版“Encyclopedie de la disapora Chinoise”于2000年在法国出版。